# Georg van Hohenberg
Georg Frederik Maximiliaan Jaroslav Peter Canisius Jozef Marcus Hubertus Maria hertog van Hohenberg (Artstetten, 25 april 1929 – 25 juli 2019) was sinds 1977 (titulair) hertog en hoofd van het huis van Hohenberg; hij droeg sindsdien het predicaat Zijne Hoogheid. Hij was een zoon van Maximiliaan van Hohenberg (1902-1962) en Elisabeth gravin van Waldburg tot Wolfegg en Waldsee (1904-1993).
Von Hohenberg, lid van de familie Von Hohenberg, werd geboren als Zijne Doorluchtigheid vorst (Duits: Fürst) Georg van Hohenberg en als kleinzoon van de Oostenrijks-Hongaarse kroonprins Frans Ferdinand van Oostenrijk-Este en diens vrouw Sophie Chotek. Aangezien dit een morganatisch huwelijk was, konden zijn vader, noch zijn broer en  hij, aanspraak maken op de Oostenrijkse troon. Keizer Frans Jozef kende Sophie in 1909 de persoonlijke titel van Herzogin von Hohenberg toe. In 1917 werd zijn vader verheven tot Herzog von Hohenberg met het predicaat Hoogheid, overgaand op de eerstgeborene. Nadat de republiek was uitgeroepen en de adel was afgeschaft, ging hij in het Oostenrijk van na 1919 als Herr Georg Hohenberg door het leven.
In 1977 volgde Georg zijn broer op als hertog van Hohenberg, nadat deze was overleden zonder mannelijke nakomelingen.
Von Hohenberg was een Oostenrijks ambassadeur.
Op 4 juli 1960 huwde hij te Wenen met Eleonore Prinzessin von Auersperg-Breunner (Goldegg im Pongau, 12 november 1928). Uit dit huwelijk werden drie kinderen geboren:
- Nikolaus von Hohenberg, hertog van Hohenberg (1961) die trouwde in 1989 met Elisabeth Gräfin von Westphalen zu Fürstenberg (1963)
- Henriette Fürstin von Hohenberg (1962)
- Maximilian Fürst von Hohenberg (1970) die trouwde in 2000 met Emilia Oliva (1971)

Hohenberg was Ridder in de (Oostenrijkse) Orde van het Gulden Vlies, Ere- en devotieridder van de soevereine Orde van Malta en Rechtsridder in de Heilige Militaire Constantijnse Orde van Sint-Joris.